# Крајње Чјерно
Крајње Чјерно (слч. Krajné Čierno) насељено је мјесто са административним статусом сеоске општине (слч. obec) у округу Свидњик, у Прешовском крају, Словачка Република.

## Становништво
| Година:    | 1994. | 2004.   | 2014.    | 2024.   |
| ---------- | ----- | ------- | -------- | ------- |
| Број људи: | 84    | 86      | 71       | 78      |
| Разлика:   |       | +2,38 % | -17,44 % | +9,85 % |

| Година:    | 2023. | 2024.  |
| ---------- | ----- | ------ |
| Број људи: | 80    | 78     |
| Разлика:   |       | -2,5 % |

Према подацима о броју становника из 2024. године насеље је имало 78 становника.